# Кривов, Николай Александрович
Николай Александрович Кривов (25 мая 1922, Гаврилково — 6 ноября 1943) — Герой Советского Союза, в годы Великой Отечественной войны заместитель командира эскадрильи 61-го штурмового авиационного полка 291-й штурмовой авиационной дивизии 2-й воздушной армии 1-го Украинского фронта, лейтенант.

## Биография
Родился 25 мая 1922 года в селе Гаврилково (сейчас Ростовского района Ярославской области) в семье крестьянина. Русский. Член ВКП(б) c 1942 года. В 1936 году с родителями переехал в Ярославль. Здесь же закончил 9 классов, занимался в аэроклубе.
В 1940 году призван в Красную Армию. В 1941 году закончил Энгельскую военную авиационную школу пилотов. В первые месяцы Великой Отечественной войны оставался в тылу, перегонял боевые машины из завода в действующую армию. Летом 1942 года его отправили на фронт.
Боевое крещение получил 11 сентября 1942 года под Воронежем. В первом же вылете самолёт Кривова был подбит, но лётчик продолжил исполнение боевого задания. Он подбил три зенитки, уничтожил две автомашины с фашистами и вернулся на свой аэродром.
16 июня 1943 года во время разведки войск противника в районах Почаевки, Лучки, Соломяно-Топлимнки самолёт Кривова был атакован двумя фашистскими истребителями. В этом бою лётчик-штурмовик сбил вражеский истребитель. Раненый в голову, на прорешечённой снарядами машине, он дотянул до аэродрома и, приземлившись, потерял сознание. Был награждён орденом Красного Знамени.
В дни Курской битвы три раза в день водил группы штурмовиков на отбивание атак фашистов. 12 июля, на возвращении с боевого задания, группа Николая Кривова была атакована шестью «Мессершмитт-109». Спасая ведомых, командир повернул весь огонь фашистов на себя, сбив вражеский истребитель. Снова был ранен в голову, но продолжал ввести бой, довёл группу на базу. За 45 боевых вылетов отважный лётчик был награждён другим орденом Красного Знамени.
В боях за Днепр произвёл 16 боевых вылетов, уничтожая живую силу и технику на правобережье Днепра, поддерживая советских воинов. Только за один день 8 октября 1943 года 18 грозных штурмовиков под командованием Николая Кривова уничтожили в районе Букринского плацдарма 8 батарей полевой артиллерии, 21 автомашину и около 90 фашистов.
Последний бой провёл под Киевом 6 ноября 1943 года. В этот день около хутора Каплица Васильковского района Киевской области пара штурмовиков была атакована четырьмя фашистскими истребителями. В начале боя был подбит напарник командира и Николай Кривов остался один против четырёх фашистов. Двух сбили Николай Кривов и его стрелок, но и сам лётчик был ранен. Из последних сил приземлил машину на фюзеляж, не долетев до линии фронта. Умер на руках своего стрелка Валерия Конарева, тоже раненого в этом бою. Ночью крестьяне из ближайшего хутора тайно от фашистов похоронили героя. Через два дня хутор был отвоёван, и Николая Кривова с военными почестями перезахоронили на центральной улице села Западинка.
До ноября 1943 года лейтенант Кривов выполнил 92 боевых вылета на разведку войск и коммуникаций противника, штурмовку скоплений его живой силы и боевой техники.
Указом Президиума Верховного Совета СССР «О присвоении звания Героя Советского Союза офицерскому составу военно-воздушных сил Красной Армии» от 4 февраля 1944 года за «образцовое выполнение боевых заданий командования на фронте борьбы с немецкими захватчиками и проявленные при этом отвагу и геройство» удостоен посмертно звания Героя Советского Союза.
Похоронен в селе Западинка, в настоящее время в черте города Васильков Киевской области. На могиле установлен памятник.
Награждён орденом Ленина, двумя орденами Красного Знамени, орденом Отечественной войны 1-й и 2-й степени, медалями.

## Память
Его именем названы улицы в городах Василькове, Ярославле. Имя героя увековечено на мемориальной доске, установленной на доме Ярославского аэроклуба.